# Новиков Володимир Миколайович (хокеїст)
Володимир Миколайович Новиков (1 березня 1958) — радянський хокеїст, захисник.

## Біографічні відомості
Вихованець московського «Спартака». Виступав за клуби СК ім. Урицького (Казань), СКА (Ленінград), СКА МВО (Москва), «Динамо» (Харків), «Торпедо» (Тольятті) і «Торпедо» (Ярославль). У складі ленінградської команди провів у вищій лізі 1 матч, а всього в чемпіонаті СРСР — 458 (53+37).

## Статистика
| Сезон                | Клуб                      | Ліга                 | І   | Г  | П  | О  | ШХ  |
| -------------------- | ------------------------- | -------------------- | --- | -- | -- | -- | --- |
| 1977-78              | СК ім. Урицького (Казань) | СРСР-2               | 43  | 2  | 3  | 5  | 16  |
| 1978-79              | СК ім. Урицького (Казань) | СРСР-2               | 60  | 6  | 10 | 16 | 54  |
| 1979-80              | СК ім. Урицького (Казань) | СРСР-2               | 56  | 3  | 2  | 5  | 44  |
|                      | СКА (Ленінград)           | СРСР                 | 1   | 0  | 0  | 0  | 0   |
| 1980-81              | СКА МВО (Москва)          | СРСР-2               | 67  | 4  | 8  | 12 | 51  |
| 1981-82              | «Динамо» (Харків)         | СРСР-3               | 38  | 8  | 3  | 11 | 28  |
|                      | «Динамо» (Харків)         | СРСР-3               |     | 3  |    |    |     |
| 1982-83              | «Динамо» (Харків)         | СРСР-2               | 61  | 9  | 4  | 13 | -   |
| 1983-84              | «Динамо» (Харків)         | СРСР-2               | 45  | 3  | -  | -  | -   |
| 1984-85              | «Торпедо» (Тольятті)      | СРСР-2               | 13  | 1  | 1  | 2  | 13  |
| 1985-86              | «Торпедо» (Ярославль)     | СРСР-2               | 64  | 16 | 4  | 20 | 38  |
| 1986-87              | «Торпедо» (Ярославль)     | СРСР-2               | 0   | 1  | 2  | 3  | 4   |
| Всього у вищій лізі  | Всього у вищій лізі       | Всього у вищій лізі  | 1   | 0  | 0  | 0  | 0   |
| Всього в першій лізі | Всього в першій лізі      | Всього в першій лізі | 419 | 45 | 34 | 79 | 220 |